# بیرفوت بی (فلوریدا)
بیرفوت بی (به انگلیسی: Barefoot Bay) یک منطقهٔ مسکونی در ایالات متحده آمریکا است که در شهرستان بروارد، فلوریدا واقع شده‌است. بیرفوت بی ۹٬۸۰۸ نفر جمعیت دارد.